# Asthenargoides
Asthenargoides Eskov, 1993 è un genere di ragni appartenente alla famiglia Linyphiidae.

## Etimologia
Il nome deriva dal genere Asthenargus Simon & Fage, 1922, con cui ha varie caratteristiche in comune e dal suffisso greco οἲδες, òides, che significa simile, somigliante a, proprio ad indicarne l'affinità.

## Distribuzione
Le tre specie oggi note di questo genere sono state rinvenute in Russia: la A. kurenstchikovi e la A. logunovi lungo la parte mediana del corso del fiume Amur; la A. kurtchevae sul versante meridionale delle montagne Sichote-Alin

## Tassonomia
A maggio 2011, si compone di tre specie:
- Asthenargoides kurenstchikovi Eskov, 1993 — Russia orientale
- Asthenargoides kurtchevae Eskov, 1993 — Russia orientale
- Asthenargoides logunovi Eskov, 1993[4] — Russia orientale